# Camillo Massimo
Camillo Massimo (Roma, 20 de julho de 1620 - Roma, 12 de setembro de 1677) foi um cardeal do século XVII

## Biografia
Nasceu em Roma em 20 de julho de 1620. Da ilustre família dos marqueses de Arsoli Romani. Seu sobrenome também está listado como Massimo.
Estudou na Universidade La Sapienza em Roma, onde obteve o doutorado; frequentava o Museo dell'Angeloni , centro de ciência antiquária..
Prelado papal em tenra idade. Clérigo da Câmara Apostólica, 1651..
Eleito patriarca titular de Jerusalém em 15 de dezembro de 1653. Consagrada em 4 de janeiro de 1654, igreja de San Silvestro al Quirinale, Roma pelo cardeal Fabio Chigi, auxiliado por Giulio Rospigliosi, arcebispo titular de Tarso, e por Taddeo Altini, OSA, bispo de Civita Castellana e Orte, sacristão papal. Assistente no Trono Pontifício, 8 de janeiro de 1654. Núncio na Espanha, 16 de janeiro de 1654 até 1656. Tentou alcançar a paz entre a França e a Espanha sem a participação do embaixador veneziano; Veneza apresentou seu protesto ao papa, e ele foi retirado daquela nunciatura. Residiu em Roccasecca, em semi-exílio, de 1658 até o final do pontificado do Papa Clemente IX em 1669. O Sacro Colégio dos Cardeais o nomeou governador do conclave de 1669-1670. Prefeito dos cubículosde Sua Santidade, 1670..
Criado cardeal sacerdote no consistório de 22 de dezembro de 1670; recebeu o gorro vermelho e o título de S. Maria in Dominca, diaconia elevada pro illa vice a título, 23 de fevereiro de 1671. Optou pelo título de S. Eusébio, 30 de janeiro de 1673. Participou do conclave de 1676, que elegeu Papa Inocêncio XI. Optou pelo título de S. Anastasia, 19 de outubro de 1676. Superintendente da fábrica do palazzo Altieri, ajudou a aumentar a oferta de materiais arqueológicos e numismáticos. Notável coleccionador de moedas, manuscritos e livros, à data da sua morte tinha reunido 2553 moedas, algumas muito valiosas pela sua raridade e valor histórico. Ele era considerado um dos maiores especialistas em moedas gregas e romanas e sua opinião era procurada por outros antiquários de sua época..
Morreu em Roma em 12 de setembro de 1677, às 15 horas, em seu palácio romano junto ao Quatrro Fontane . Exposto na igreja de S. Andrea della Valle, em Roma, onde o funeral ocorreu em 14 de setembro de 1677, e enterrado no sepulcro de sua família na Arquibasílica de São João de Latrão, em Roma..